# 赫布匈美食坊
赫布匈美食坊（法語：L'Atelier de Joël Robuchon）是一家高級法國餐廳，由最年輕取得米芝蓮三星的乔尔·侯布雄創辦，在世界九個地區包括法國、美國、英國、日本、新加坡、中國大陸、台灣、香港及澳門等地設有分店。
法語 是工作坊的意思，餐廳裝潢獨特，設有開放式廚房及U形吧檯，讓顧客可欣賞廚師在廚房烹調的過程。
2008年，赫布匈美食坊獲得Restaurant 雜誌世界最佳50餐廳排名第14位。

## 分店
赫布匈美食坊香港分店設於中環置地廣場（包括吧枱區L'Atelier de Joël Robuchon及餐枱區Le Jardin de Joël Robuchon），2012年該店更獲得米芝蓮指南為三星評級，澳門分店天巢(Robuchon au Dôme)設於新葡京酒店，獲得米芝蓮指南三星評級，是澳門其中一家取得三星評級的餐廳。2014年在泰國的MahaNakhon開設了第九家店，名為L'Atelierde Joël Robuchon(曼谷)，該分店於2017年獲得A.A. Taste Awards的評審特別獎肯定。最後一家分店落腳紐約曼哈頓。

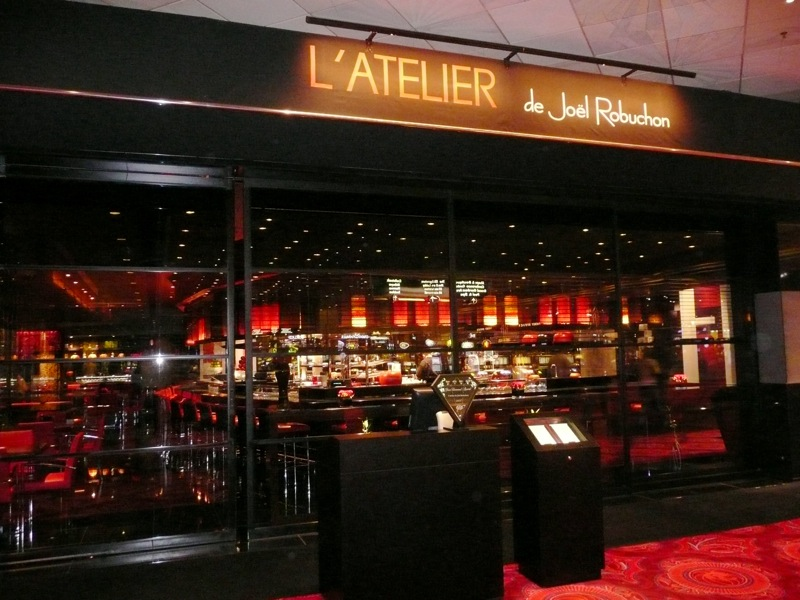
拉斯维加斯分店
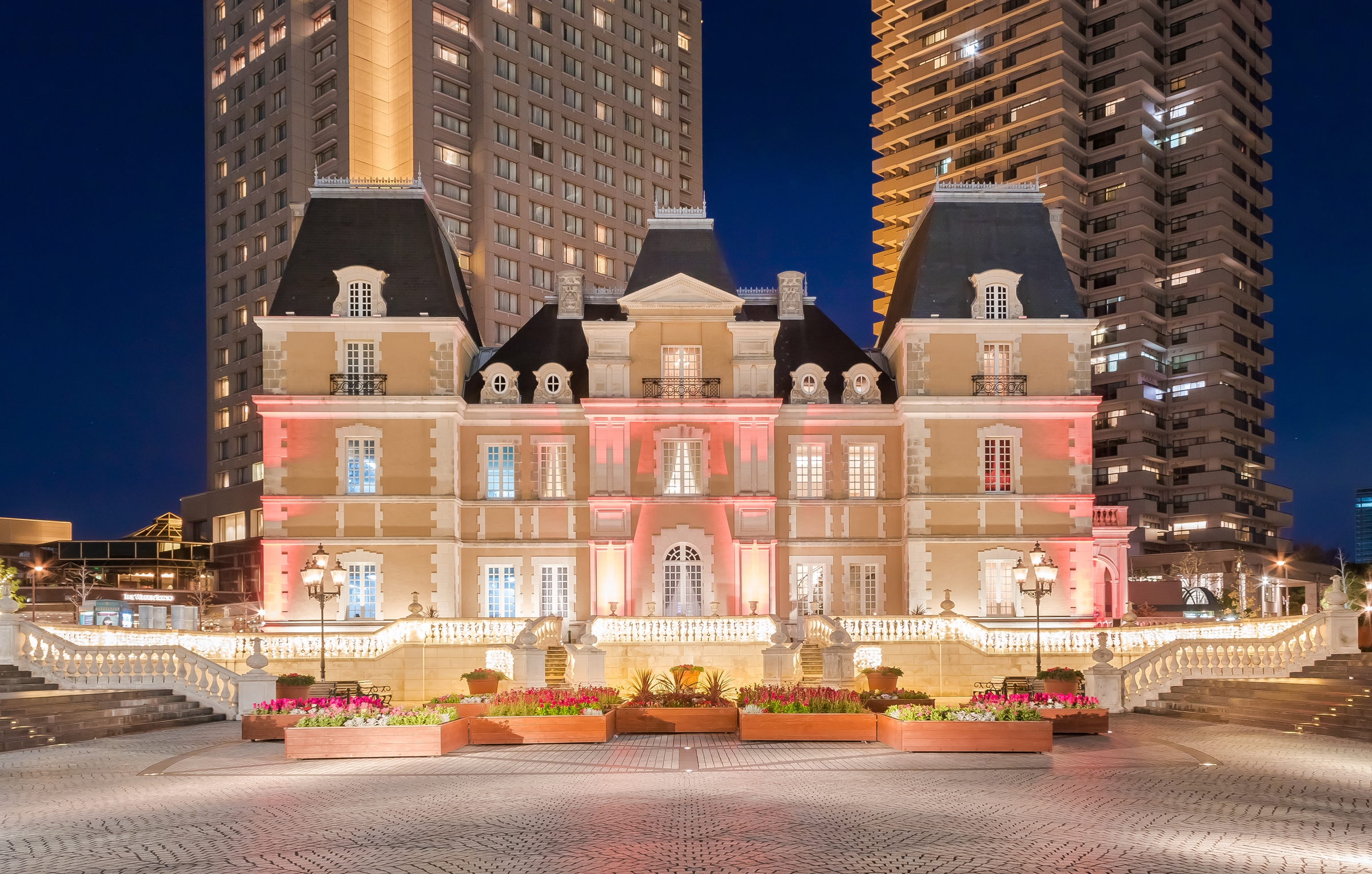
东京分店
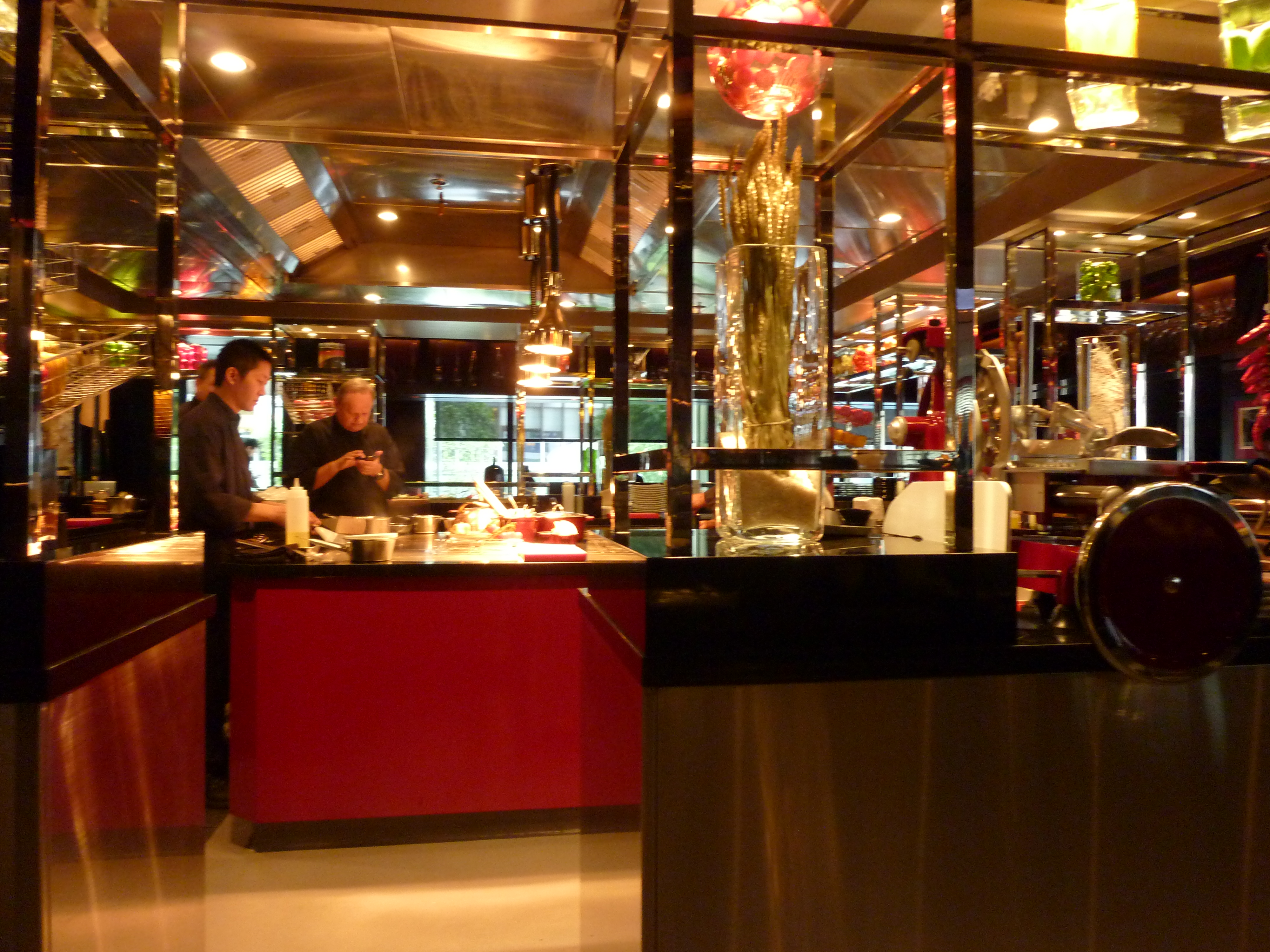
香港分店
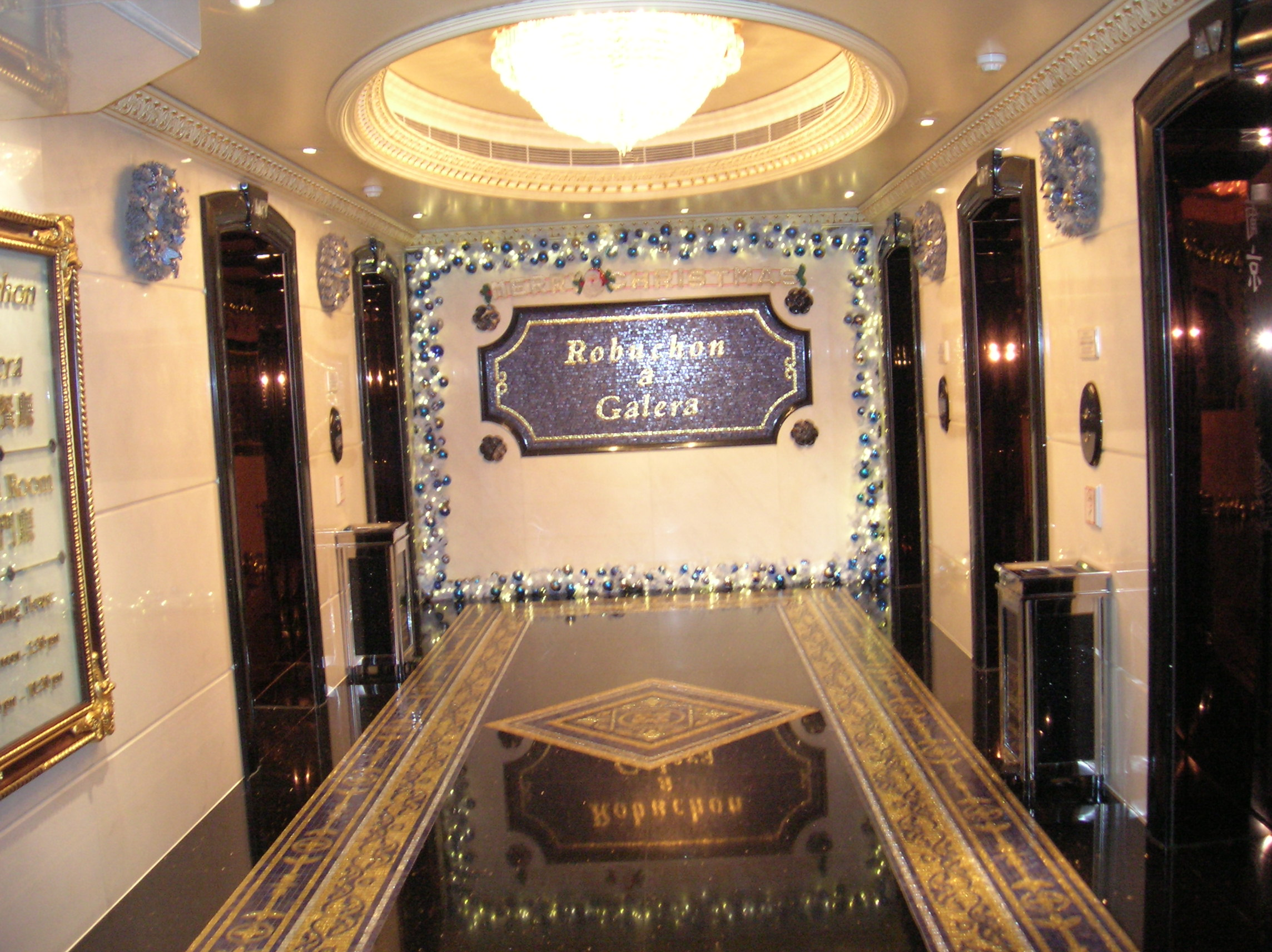
澳门分店
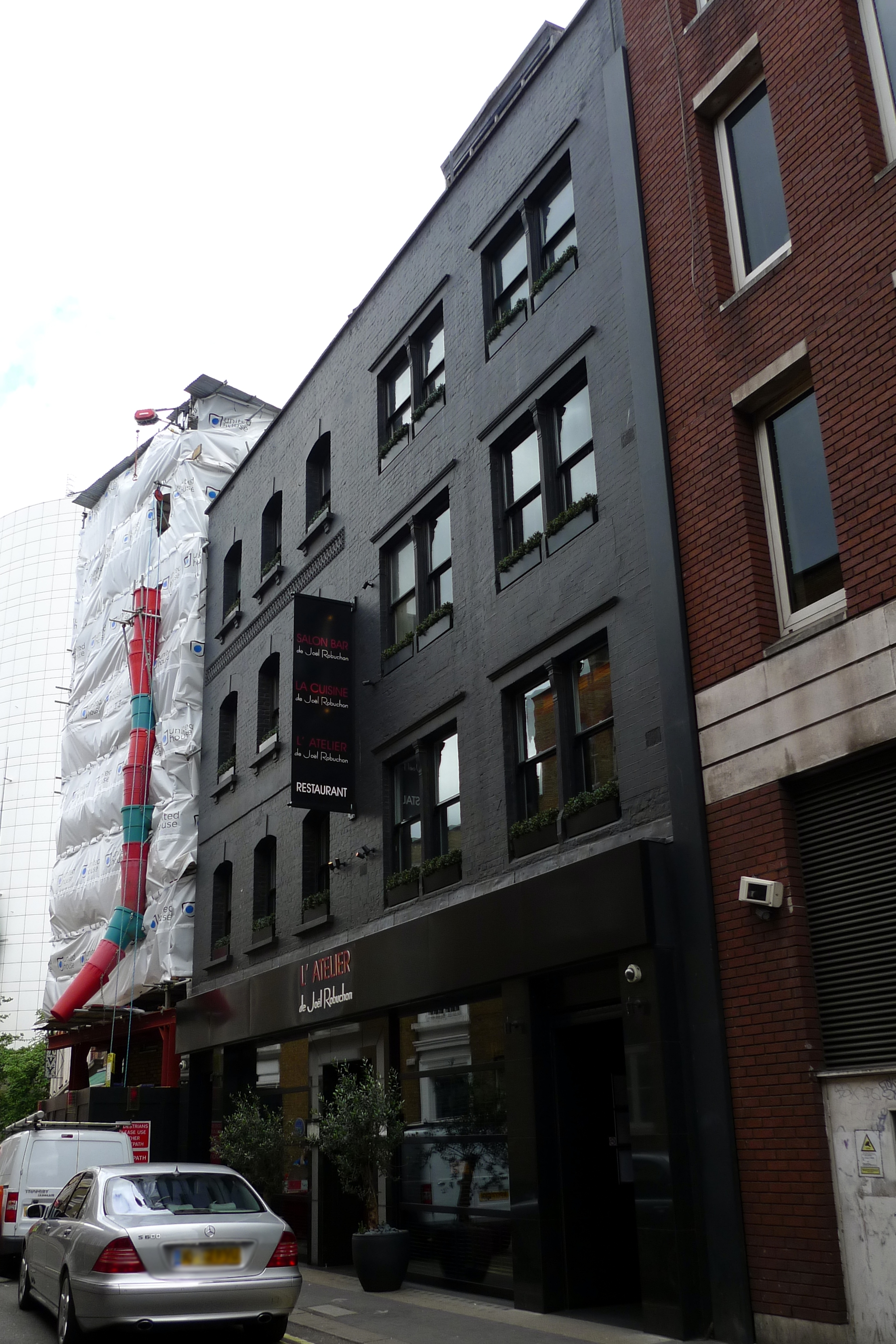
伦敦分店

## 外部連結
- L'Atelier de Joël Robuchon （页面存档备份，存于）
- L'Atelier de Joël Robuchon 香港分店 （页面存档备份，存于）